# بنجامين كوك
بنجامين كوك (بالإنجليزية: Benjamin Cook)‏ هو صحفي بريطاني، ولد في 17 أكتوبر 1982 في ايزلورث في المملكة المتحدة.